# Trockenbeton
Trockenbeton ist ein als Schüttgut gehandeltes und transportiertes Gemisch von Baustoffen (hauptsächlich Gesteinskörnungen und Zement), das sich mit Wasser zu Beton verarbeiten lässt. Da Trockenbeton sich bei geeigneter Lagerung mehrere Monate lang hält, ist seine Lieferung nicht termingebunden wie beim Transportbeton. Er kommt in Säcken (etwa Bigbags) oder Spezialsilos auf die Baustelle.
Ähnlich wie Transportbeton wird Trockenbeton dann verwendet, wenn eine Herstellung am Einsatzort (Baustellenbeton) nicht möglich oder zu umständlich ist. Trockenbeton eignet sich vor allem für kleine Mengen (wie der Werktrockenmörtel) oder bei schwierigen Transportwegen. In Spannbetonbauteilen darf Trockenbeton zum Schließen von Aussparungen und zum Ausbessern eingesetzt werden. 
Im Baustoffhandel gibt es Trockenbeton für zahlreiche Anforderungen, zum Beispiel Festigkeitsklassen, die nach den Abkürzungen der Betonnorm EN 206-1 benannt sind.
Die Trockenbeton-Richtlinie des Deutschen Ausschusses für Stahlbeton legt die Verantwortlichkeiten von Hersteller und Verwender fest.